# HD 2039 b
HD 2039 b é um planeta extrassolar que orbita a estrela HD 2039. Ele tem quase cinco vezes a massa de Júpiter e sua órbita é bastante excêntrica.